# Pleuraphodius assimilis
Pleuraphodius assimilis är en skalbaggsart som beskrevs av Rudolph Petrovitz 1962. Pleuraphodius assimilis ingår i släktet Pleuraphodius och familjen Aphodiidae. Inga underarter finns listade i Catalogue of Life.